# Orde van de Pinksterbloem
De Orde van de Pinksterbloem (bedoeld is de Genista Tinctoria), werd in 1234 door de Franse koning Lodewijk IX de Heilige gesticht als aandenken aan zijn verloving met Marguerite Berenger van Provence.
Andere bronnen noemen Karel VI de Veelgeliefde als stichter.
Het devies van de Orde was "EXALTAT HUMILIS" en het kleinood van de orde was een kruis waarop twee pinksterbloemen waren gelegd.
Ackermann vermeldt deze ridderorde als een historische orde van Frankrijk.